# Albert Hall (Leichtathlet)
Albert Hall (Albert William „Al“ Hall; * 2. August 1934 in Manchester, Massachusetts; † 9. Oktober 2008 in Tonopah, Nevada) war ein US-amerikanischer Hammerwerfer.
Dreimal gewann er bei den Panamerikanischen Spielen Gold: 1959 in Chicago, 1963 in São Paulo und 1971 in Cali.
Seine beste Platzierung bei den Olympischen Spielen war ein vierter Rang 1956 in Melbourne. 1960 in Rom kam er auf den 14. Platz, 1964 in Tokio wurde er Zwölfter, und 1968 in Mexiko-Stadt schied er in der Qualifikation aus.
1962 und 1963 wurde er US-amerikanischer Meister.